# (35156) 1993 FH59
1993 FH59 (asteroide 35156) é um asteroide da cintura principal. Possui uma excentricidade de 0.18249564 e uma inclinação de 1.70324º.
Este asteroide foi descoberto no dia 19 de março de 1993 por UESAC em La Silla.